# Hydrogenuhličitany
Hydrogenuhličitany (HCO3−, někdy taky bikarbonáty) jsou anionty řady solí kyseliny uhličité (H2CO3), vzniklé odštěpením jednoho kyselého vodíku. Odštěpením obou protonů vznikají uhličitany.
Anion má rovinnou strukturu, v jejímž středu je atom uhlíku, atomy kyslíku jsou umístěny v rozích rovnostranného trojúhelníku. Záporný náboj je delokalizován po celé molekule. Je důležitý pro udržení acidobazické rovnováhy a přenos oxidu uhličitého v krvi.